# Walter Mazzantti
Walter Uriel Mazzantti, a volte riportato come Mazzanti (Buenos Aires, 5 settembre 1996), è un calciatore argentino, attaccante dell'Huracán.

## Caratteristiche tecniche
È un'ala destra.

## Carriera
Mazzantti è cresciuto nelle giovanili del Tigre, con cui ha debuttato contro il Godoy Cruz nel corso della stagione 2016-2017 di Primera División. Nel settembre del 2017 ha giocato per alcuni mesi in prestito al Comunicaciones e nel gennaio 2018 è passato a titolo definitivo all'Atlanta, allora militante in Primera B Metropolitana, con cui ha giocato per tre stagioni ottenendo la promozione in Primera B Nacional.
Nel giugno del 2019 è stato acquistato dai cileni dell'Huachipato, diventando in poco tempo un punto fermo come titolare.
Il 9 dicembre 2022 ha fatto ritorno in Argentina firmando un triennale con l'Huracán. Ha giocato il suo primo incontro di Primera División con il club biancorosso il 7 febbraio 2023 contro il Banfield.

## Statistiche

### Presenze e reti nei club
Statistiche aggiornate al 19 maggio 2025.
| Stagione          | Squadra           | Campionato        | Campionato | Campionato | Coppe nazionali | Coppe nazionali | Coppe nazionali | Coppe continentali | Coppe continentali | Coppe continentali | Altre coppe | Altre coppe | Altre coppe | Totale | Totale | Totale |
| Stagione          | Squadra           | Comp              | Pres       | Reti       | Comp            | Pres            | Reti            | Comp               | Pres               | Reti               | Comp        | Pres        | Reti        | Pres   | Reti   |        |
| ----------------- | ----------------- | ----------------- | ---------- | ---------- | --------------- | --------------- | --------------- | ------------------ | ------------------ | ------------------ | ----------- | ----------- | ----------- | ------ | ------ | ------ |
| 2016-2017         | Tigre             | PD                | 2          | 0          | CA              | 0               | 0               | -                  | -                  | -                  | -           | -           | -           | 2      | 0      |        |
| 2017-2018         | Atlanta           | PBM               | 15         | 0          | -               | -               | -               | -                  | -                  | -                  | -           | -           | -           | 15     | 0      |        |
| 2018-2019         | Atlanta           | PBM               | 21         | 0          | CA              | 1               | 0               | -                  | -                  | -                  | -           | -           | -           | 22     | 0      |        |
| 2019-2020         | Atlanta           | PBN               | 21         | 4          | CA              | 0               | 0               | -                  | -                  | -                  | -           | -           | -           | 21     | 4      |        |
| Totale Atlanta    | Totale Atlanta    | Totale Atlanta    | 57         | 4          |                 | 1               | 0               |                    | -                  | -                  |             | -           | -           | 58     | 4      |        |
| 2020              | Huachipato        | A                 | 14         | 3          | CC              | 0               | 0               | CS                 | 2                  | 0                  | -           | -           | -           | 16     | 3      |        |
| 2021              | Huachipato        | A                 | 33         | 3          | CC              | 2               | 0               | CS                 | 7                  | 3                  | -           | -           | -           | 42     | 6      |        |
| 2022              | Huachipato        | A                 | 23         | 4          | CC              | 4               | 0               | -                  | -                  | -                  | -           | -           | -           | 27     | 4      |        |
| Totale Huachipato | Totale Huachipato | Totale Huachipato | 70         | 10         |                 | 6               | 0               |                    | 9                  | 3                  |             | -           | -           | 85     | 13     |        |
| 2023              | Huracán           | PD                | 15         | 1          | CA+CdL          | 2+15            | 1+4             | CL+CS              | 1+3                | 0                  | -           | -           | -           | 36     | 6      |        |
| 2024              | Huracán           | PD                | 25         | 3          | CA+CdL          | 5+12            | 0+3             | -                  | -                  | -                  | -           | -           | -           | 42     | 6      |        |
| 2025              | Huracán           | PD                | 17         | 3          | CA              | 0               | 0               | CS                 | 5                  | 0                  | -           | -           | -           | 22     | 3      |        |
| Totale Huracán    | Totale Huracán    | Totale Huracán    | 57         | 7          |                 | 34              | 8               |                    | 9                  | 0                  |             | -           | -           | 100    | 15     |        |
| Totale carriera   | Totale carriera   | Totale carriera   | 186        | 21         |                 | 41              | 8               |                    | 18                 | 3                  |             | -           | -           | 245    | 32     |        |